# Amaury Vassili
Pour les articles homonymes, voir Amaury et Vassili.
Amaury Vassili, de son vrai nom Amaury Vassili Chotard, est un ténor français, de variétés françaises et de pop lyrique, né le 8 juin 1989 à Rouen.
Souvent présenté par les médias comme le plus jeune ténor au monde, le timbre plus sombre de sa voix le classifierait plutôt comme baryton martin. Avec son premier album, Vincero, sorti en 2009 qui s'est vendu à plus de 200 000 exemplaires (double platine) en France, Amaury Vassili a connu un succès international, avec des sorties en Europe, mais aussi au Canada, en Afrique du Sud et en Corée du Sud.
Son registre est axé sur la variété, avec pour modèles Florent Pagny, Il Divo ou encore Josh Groban. Il est notamment célèbre pour sa reprise de My Heart Will Go On de Céline Dion, bande originale du film Titanic de James Cameron.
Il a également représenté la France au Concours Eurovision de la chanson 2011 à Düsseldorf en Allemagne avec la chanson Sognu, se classant en quinzième position.

## Biographie

### Enfance
Il a passé une grande partie de son enfance à Montville avec sa famille et manifeste très tôt du goût et des aptitudes pour le chant. il se destine pourtant à une carrière de boulanger et tente un CAP Pâtisserie.

### Carrière

#### Débuts dans la chanson
Il commence le chant aux alentours de 9 ans, inscrit par sa mère dans l'école de comédie musicale de Rouen, Le P'tit Ouest, créée par Albert et Elisabeth Amsallem, qui le feront monter sur scène. À 14 ans, il fait un premier concours de chant qu'il gagne en interprétant Amsterdam de Jacques Brel.
Pour son second concours, devant une salle pleine, il interprète Les Lacs du Connemara de Michel Sardou ; il n'est pas qualifié pour la finale, mais le public est debout pour l'applaudir et chanter avec lui. C'est ce jour-là que sa mère prend conscience de son plaisir à être sur scène et surtout de l'impact qu'il a sur le public ; elle sait alors que « c'est son truc ! »
À 15 ans, il participe à la « Coupe de France de la chanson française » où il interprète Savoir aimer de Florent Pagny. Son défi est de reproduire en direct, tout en chantant, les paroles en langue des signes (comme Pagny l'avait fait, mais en play back, dans le clip de sa chanson). C'est un succès ! À partir de ce jour, il va s'essayer à tout le répertoire de Florent Pagny. Quand ce dernier sort l'album Baryton, c'est la révélation pour Amaury qui n'a alors que 16 ans. Il travaille, seul, toutes les chansons de cet album inspirées du répertoire lyrique dont il voudrait faire son répertoire favori. Il fait sa première apparition télé en 2004 dans l'émission de Pascal Sevran Chanter la vie sur France 2 alors qu'il n'a que 15 ans. Il y interprète Tout donné, tout repris de Mike Brant.

#### Premiers albums

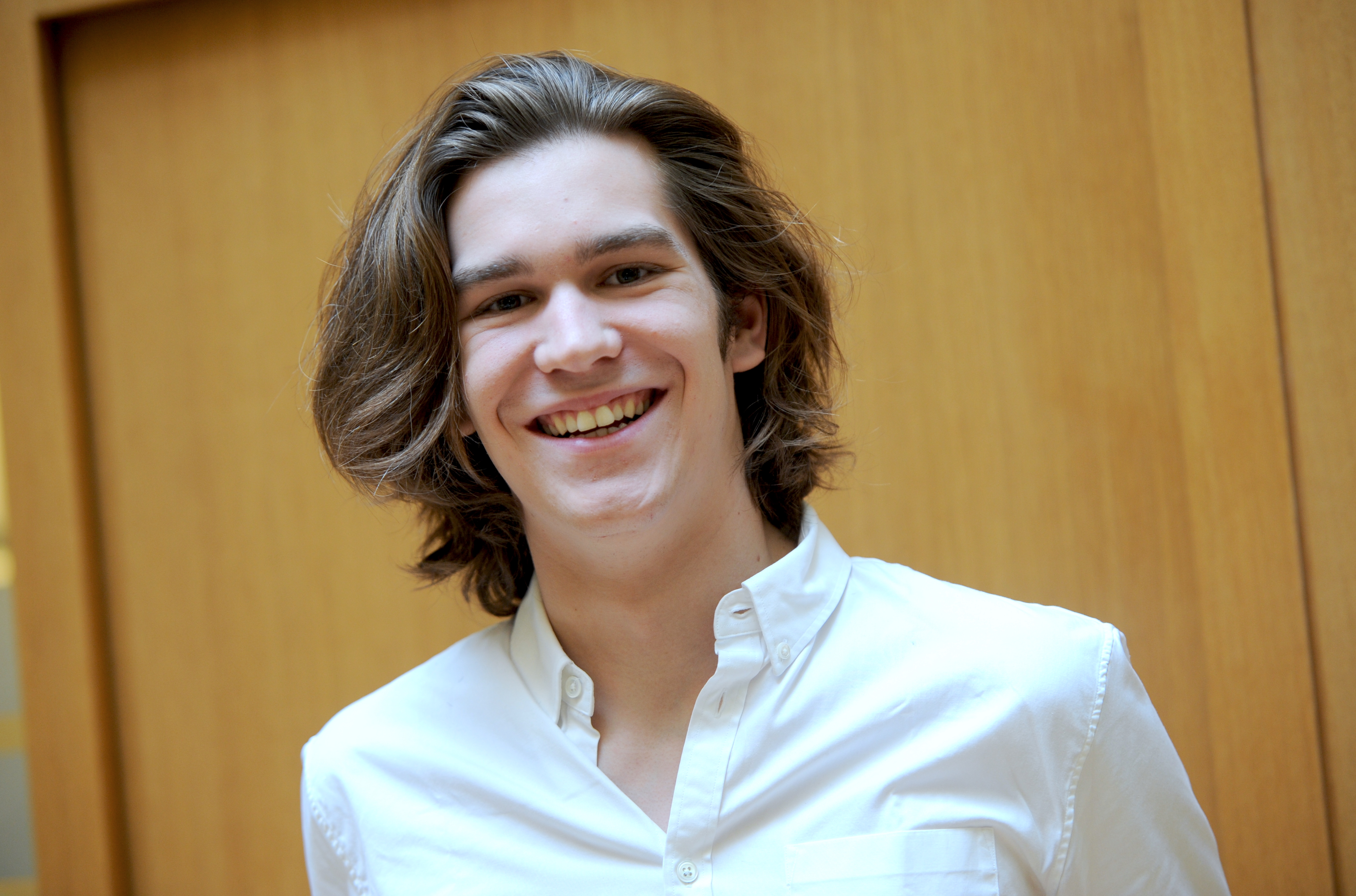
Amaury Vassili, le 23 novembre 2010 à Paris.

En 2006, il sort le single Nos instants de liberté en duo avec Liza Pastor.
Son premier album Vincero sort en 2009 puis vient Canterò en 2010.

#### Participation au Concours Eurovision de la chanson

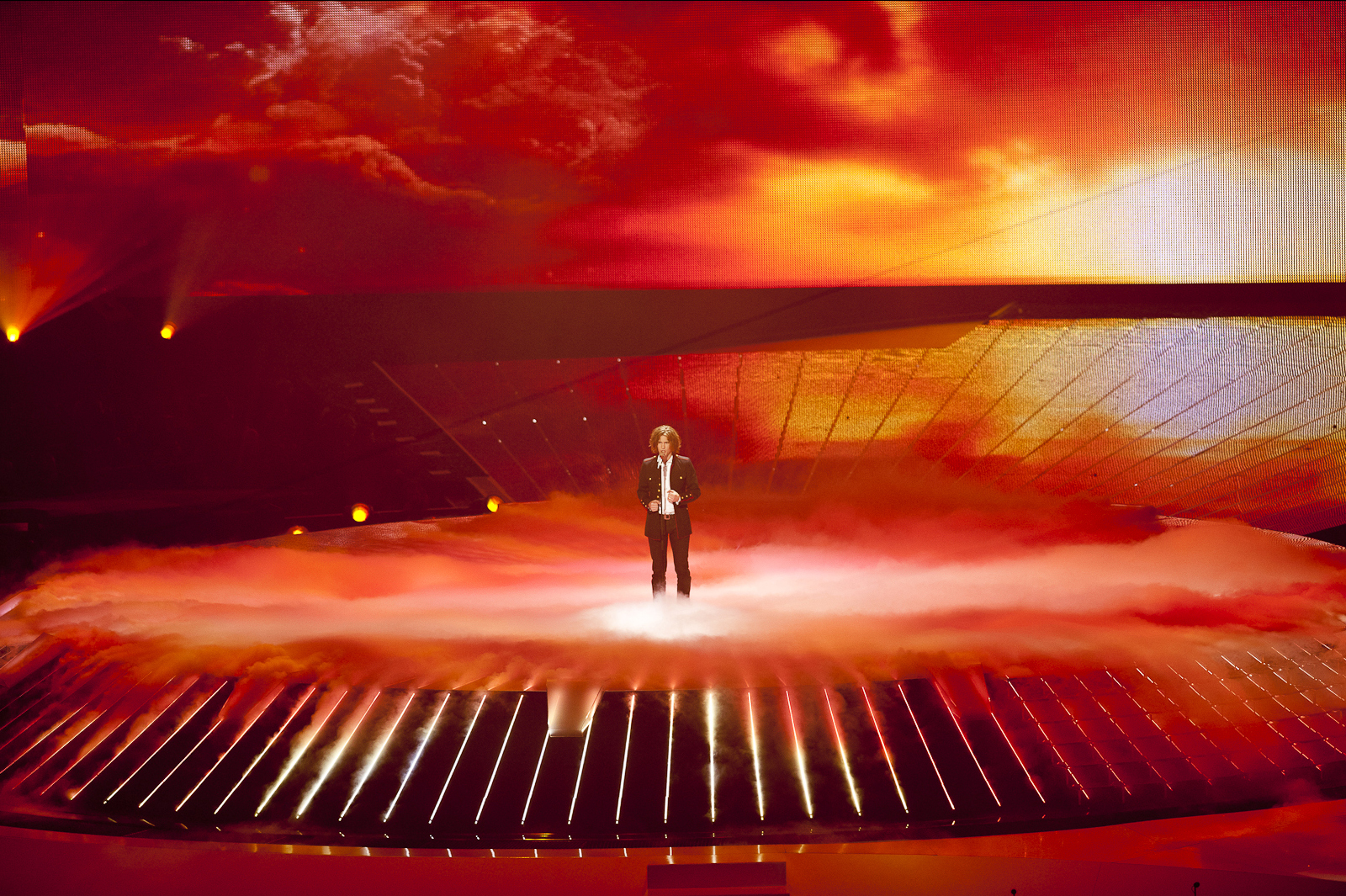
Amaury Vassili interprétant Sognu au Concours Eurovision de la chanson 2011.

Début février 2011, France 3 le choisit pour être le représentant de la France au Concours Eurovision de la chanson. Le 14 mai 2011, il représente la France au 56e Concours de l'Eurovision à Düsseldorf en Allemagne, avec une chanson inédite intitulée Sognu (Rêve), chantée en langue corse,.
À la fin du concours, après le décompte des points, il obtient la 15e place sur 25 pays. La Belgique et la Grèce ont été les deux seuls pays à donner 12 points à la France. L'Espagne lui en a accordé 10. Malgré ce résultat mitigé, les auteurs-compositeurs de cette chanson, Daniel Moyne, Quentin Bachelet, Jean-Pierre Marcellesi et Julie Miller, ont reçu en marge du concours, le prix Marcel-Bezençon de la meilleure composition pour Sognu. C'est d'ailleurs la première fois que la France reçoit le prix de la meilleure composition au Concours Eurovision de la chanson.

#### L'après Eurovision
Cette section ne s'appuie pas, ou pas assez, sur des sources secondaires ou tertiaires indépendantes du sujet.

Pour l'améliorer, ajoutez-en, ou placez des modèles {{Source secondaire souhaitée}} ou {{Source secondaire nécessaire}} sur les passages mal sourcés. (octobre 2022)
Amaury Vassili sort ensuite l'album Una Parte Di Me en 2012.
Au printemps 2013, il participe au talent-show Un air de star sur M6, présentée par Karine Le Marchand. Il est finaliste face à Valérie Bègue (gagnante), Emmanuel-Philibert de Savoie et Florent Mothe. Il n'a pas gagné l'émission mais a tout de même remporté 4 000 euros pour l'association « Tout le monde chante contre le cancer ».
Le 9 juin 2013, il se produit en concert à l'Armada 2013 à Rouen.
Il se produit en tant que chanteur au gala de patinage artistique Les étoiles de la glisse le 29 décembre 2013.
En octobre 2014, il sort un album de reprise de chansons de Mike Brant intitulé Amaury Vassili chante Mike Brant.
En 2015, il participe à l'album hommage à Pierre Bachelet Nous l'avons tant aimé, avec de nombreux artistes ; Amaury y interprète Écris-moi. La même année il participe au jeu Le Maillon faible sur D8.
En 2016, il est invité dans une semaine spéciale de l'émission Quatre mariages pour une lune de miel sur TF1 et Le Grand Blind Test sur la même chaîne.
En octobre 2022, il remporte la quatrième saison de Mask Singer sur TF1, candidat sous le costume de la Tortue, devenant ainsi le premier homme vainqueur du programme.

## Vie privée
Il aurait eu une idylle avec la chanteuse galloise Katherine Jenkins durant l'enregistrement de la chanson Endless Love.
Il est arrêté en 2013 pour possession de drogue (particulièrement du cannabis).
Il est en couple depuis juin 2007 avec une certaine Stéphanie, visible dans le clip Crescendo, qu’il a rencontrée lors d’un concours de chant organisé par la radio locale NRJ à Rouen.
Le 25 juin 2021, il devient père d'un petit garçon prénommé Anatoly.

## Discographie

### Singles
- 2006 : Insensible
- 2009 : Vincero
- 2009 : Parla più piano
- 2009 : Mi fa morire cantando
- 2010 : Maria
- 2010 : Cantero
- 2011 : Sognu
- 2011 : My Heart Will Go On
- 2012 : Una parte di me
- 2014 : Laisse-moi t'aimer
- 2015 : J'ai encore rêvé d'elle
- 2018 : Tout
- 2021 : Crescendo
- 2021 : We Love Christmas

### Albums
- 2014 : Amaury Vassili chante Mike Brant (reprises de chansons de Mike Brant)
- 2015 : Chansons populaires
- 2018 : Amaury
- 2021 : Crescendo
- 2021 : We love Christmas"
- 2022 : une voix et des chansons - best of

Classements
- Son album Vincero s'est vendu à plus de 200 000 exemplaires. Il a d'ailleurs reçu un double disque de platine[13]. En France, cet album s'est classé au mieux à la 5e place[14] et à la 35e place en Belgique[14].